# Cer
Cer (makedonska: Цер) är en ort i Nordmakedonien. Den ligger i kommunen Kičevo, i den västra delen av landet, 70 kilometer söder om huvudstaden Skopje. Cer ligger 1 012 meter över havet och antalet invånare är 390.